# Michel Desjoyeaux

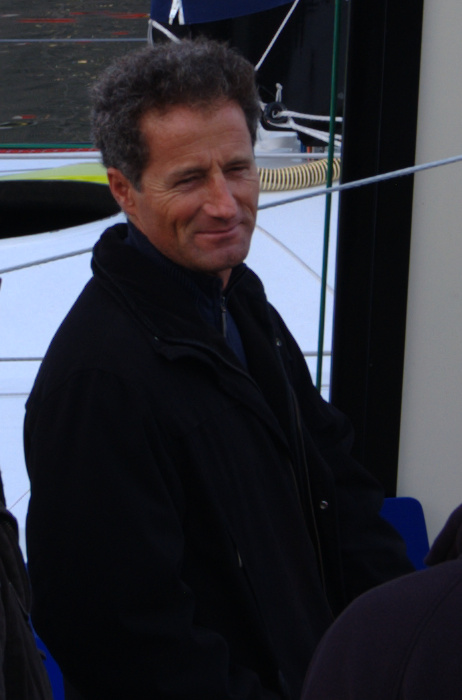
Michel Desjoyeaux

Michel Desjoyeaux ( Concarneau, 1965) é um velejador francês. É chamado de "o professor" por causa das mais de 25 vitórias que obteve em importantes regatas, das quais duas na célebre Vendée Globe (2000-2001 e 2008-2009). Michel Desjoyeaux é um dos velejadores em solitário com mais títulos. 